# Kagoshima Immaculate Heart University
La Kagoshima Immaculate Heart University è un'università privata di indirizzo cattolico con sede a Satsumasendai, in Giappone.

## Storia
Le origini dell'istituto risagono al 1933, quando le religiose canadesi della congregazione dei Santi Nomi di Gesù e Maria aprirono una scuola femminile. Nel 1940 alla direzione della scola subentrarono le suore del Cuore Immacolato di Maria che la ribattezzarono Kagoshima Pure Heart Girls' High School. Fu elevata al rango di "junior university" nel 1961 e di università nel 1994.